# Garfield on the Town
Garfield on the Town is de tweede tv-special gebaseerd op de strip Garfield. Ook ditmaal werd de stem van Garfield gedaan door Lorenzo Music.
De special kwam uit in 1983 en won net als zijn voorganger een Emmy Award voor beste geanimeerde programma. De special is tegenwoordig beschikbaar op de Garfield: As Himself dvd.
Een verhaal gelijk aan de special verscheen in de strip in december 1984.

## Samenvatting
Jon begint zich zorgen te maken over Garfields gedrag nadat hij het huis overhoop haalt. Onderweg naar de dierenarts valt Garfield uit de auto en verdwaalt in de stad. Hij probeert maar het beste te maken van de situatie totdat hij een groep onvriendelijke straatkatten genaamd “The Claws” tegen het lijf loopt. Wanneer hij voor hen op de vlucht slaat, belandt hij in een verlaten restaurant waar hij zijn moeder ontmoet. Het gebouw waar ze zich bevinden was vroeger “Mama Leone's”, het restaurant waar Garfield werd geboren. Garfield ontmoet ook andere familieleden zoals zijn opa en zijn halfbroer Raoul. Hij ontdekt echter ook dat iedereen in zijn familie een uitstekende muizenjager is. Wanneer The Claws Garfield vinden in het restaurant komt het tot een gevecht tussen Garfields familie en de straatkatten, waarbij de Claws verliezen. Garfields opa beveelt Garfield te vertrekken. Garfield valt uiteindelijk flauw tijdens een regenbui waarna Jon en Odie hem vinden en thuisbrengen. Wanneer Garfield bijkomt in zijn huis denkt hij alles gedroomd heeft.

## Rolverdeling
| Acteur             | Personage      |
| ------------------ | -------------- |
| Lorenzo Music      | Garfield       |
| Thom Huge          | Jon Arbuckle   |
| Gregg Berger       | Odie/straatkat |
| Sandi Huge         | Sonja          |
| George Wendt       | Ràoul          |
| C. Lindsay Workman | assistent      |
| Julie Payne        | dierenarts     |
| Desirée Goyette    |                |
| Allyce Beasley     |                |

## Liedjes in Garfield on the Town
- "Just Another Crazy Day" door Lou Rawls
- "Startin' from Scratch" door Lou Rawls
- "Home Again" door Desirée Goyette
- "The Claws" door Desirée Goyette en Lou Rawls
- "Home Again (reprise)" door Desirée Goyette